# Distrikt Yauli (Jauja)
Der Distrikt Yauli liegt in der Provinz Jauja in der Region Junín in Zentral-Peru. Der Distrikt wurde am 20. Januar 1944 gegründet. Er besitzt eine Fläche von 93,2 km². Beim Zensus 2017 wurden 1150 Einwohner gezählt. Im Jahr 1993 lag die Einwohnerzahl bei 2206, im Jahr 2007 bei 1640. Sitz der Distriktverwaltung ist die etwa 3400 m hoch gelegene Ortschaft Yauli mit 636 Einwohnern (Stand 2017). Yauli befindet sich 7,5 km nordnordöstlich der Provinzhauptstadt Jauja.

## Geografische Lage
Der Distrikt Yauli befindet sich am Westrand der peruanischen Zentralkordillere nordzentral in der Provinz Jauja. Das Areal wird nach Süden zum Río Mantaro entwässert.
Der Distrikt Yauli grenzt im Westen an die Distrikte Pancán, San Pedro de Chunán, Paca und Acolla, im Norden an den Distrikt Ricrán, im Osten an den Distrikt Molinos sowie im äußersten Süden an den Distrikt Huertas.

## Ortschaften
Im Distrikt gibt es neben dem Hauptort folgende größere Ortschaften:
- Huala (332 Einwohner)